# Lechriodus
Lechriodus là một chi động vật lưỡng cư trong họ Limnodynastidae, thuộc bộ Anura. Chi này có 4 loài và không bị đe dọa tuyệt chủng.